# Río Rituerto
El río Rituerto es un curso de agua del interior de la península ibérica, afluente del Duero por la izquierda. Discurre por la provincia española de Soria por 45 km.

## Curso
Su origen se encuentra cerca de la localidad de Valdegeña, en la provincia de Soria, en la comunidad autónoma de Castilla y León. Es un afluente del río Duero, con el que confluye cerca de la localidad de Rituerto. En su recorrido atraviesa por varias poblaciones de la comarca del Campo de Gómara. Uno de sus afluentes es el río Araviana. Aparece descrito en el decimotercer volumen del Diccionario geográfico-estadístico-histórico de España y sus posesiones de Ultramar de Pascual Madoz de la siguiente manera:

RITUERTO: r. que nace en la prov. de Soria en el punto llamado Peña del Verano, desde donde marcha á cruzar por el térm. de Castellanos de la Sierra, sigue su curso á los de Villar del Campo, donde le cruza un puente, Masegoso, en el que tambien le tiene; Hinojosa y Cardejon, que disfrutan de igual ventaja; corre á Jaray, en cuya jurisd. recibe el Araviana, y aumentando asi su caudal, continúa bañando sucesivamente los térm. de Aliud, Paredes-royas, Torralbilla, Villanueva, Tejado, Boñices, Sauquillo y Almarail, por cuya jurisd. desagua en el Duero; aun cuando desde su nacimiento al desague no median mas que 5 leg., si se tira una linea recta, su curso tortuoso, que sin duda le ha dado el nombre, se dilata hasta 8 leg.
(Madoz, 1849, p. 500)